# Helena Lehr
Helena Lehr (ur. 16 lutego 1913 w Berlinie, zm. 10 maja 1998 w Warszawie) – działaczka międzywojennego Związku Polaków w Niemczech, nauczycielka, harcerka i dziennikarka. Pracowała jako redaktorka „Młodego Polaka w Niemczech”. 
Blisko współpracowniczka Edmunda Jana Osmańczyka, z którym znała się osobiście już od czasów młodości. W czasie wojny została aresztowana i trafiła na cztery miesiące do obozu koncentracyjnego w Ravensbrück.
Po wojnie pracowała m.in. jako redaktorka Zachodniej Agencji Prasowej oraz programów Polskiego Radia. Dzięki jej wysiłkom ocalone zostały przedwojenne dokumenty i fotografie Związku, które zgromadziła w swoim warszawskim domu. Na ich podstawie w 1972 roku ukazał się album pt. „Polacy spod znaku Rodła”.

## Życiorys

### Okres przedwojenny
Była córką Georga Lehra, inspektora pocztowego w Berlinie oraz Stanisławy Schmidt, pochodzącej z Wielkopolski. W latach 1918–1928 uczęszczała do Szkoły Przygotowawczej w Aninie (trzy klasy wstępne) oraz do Publicznej Szkoły Wydziałowej (sześć klas). Po uzyskaniu małej matury (28 czerwca 1928 r.) wyjechała do Berlina, gdzie uczyła się języka niemieckiego i uczestniczyła w Wyższych Kursach Handlowych. Od 1 października 1931 r. pracowała w Centrali Związku Polaków w Niemczech na różnych stanowiskach. W 1928 roku wstąpiła do Związku Harcerstwa Polskiego w Niemczech, początkowo jako członek drużyny harcerskiej, a następnie jako drużynowa, a od 1937 r. jako instruktorka zuchowa. Okres jej aktywności w harcerstwie przypadał na lata 1928 – 1939. Zaangażowała się wtedy również w działalność Koła Młodzieży Gimnazjalnej Żeńskiej w Domu Polskim w Berlinie. Regularnie organizowała wyjazdy wakacyjne do Polski na kursy i obozy szkolące kadrę instruktorską, a także pogłębiała swoją wiedzę i zdobywała doświadczenie, kompletowała także niezbędne materiały do pracy z zuchami. W latach 30. współorganizowała obozy harcerskie na terenie Polski, a także organizowała polską świetlicę w Berlinie. W kwietniu 1935 r. brała udział w Światowym Zjeździe Polaków w Warszawie. Od 1936 r. podejmowała naukę śpiewu i tańca oraz gry na akordeonie i pianinie. Rok później zaangażowała się w kierowanie polskich obozów harcerskich na terenie Niemiec. Skupiała się na pogłębianiu świadomości narodowej oraz pielęgnacji polskich obyczajów ludowych. Wiosną 1937 r. objęła funkcję zastępcy kierownika Wydziału Zuchowego Naczelnictwa ZHPwN w stopniu podharcmistrza. Była blisko związana z młodzieżą Opolszczyzny jako komendantka żeńskich obozów harcerskich i kierowniczka kursów na Śląsku Opolskim.  W 1938 r. została komendantką pierwszego obozu zuchowego w Raciborzu, w Domu Polskim. Wspólnie z innymi działaczami ZPwN brała udział w przygotowaniach do Kongresu Polaków w Niemczech. Jeszcze przed wybuchem wojny, wraz z Edmundem Janem Osmańczykiem, współredagowała „Leksykon Polactwa w Niemczech”.

### II wojna światowa
Tuż po wybuchu II wojny światowej wróciła do Polski, do rodziny mieszkającej pod Żninem. 16 października 1939 r. została aresztowana przez Gestapo. Z Aresztu Śledczego w Poznaniu przy ul. Młyńskiej 1 została wywieziona do Berlina, a 28 października 1939 r. osadzona w obozie koncentracyjnym w Ravensbrück jako nr 2291. 20 lutego 1940 roku została zwolniona z obozu i zatrudniona przymusowo, pod nadzorem Gestapo, u komisarza ds. likwidacji majątku polskiego w Niemczech. Na zlecenie Urzędu Pracy w 1941 r. znalazła zatrudnienie w przedsiębiorstwie elektrotechnicznym „Elektrosignal” w Berlinie, na stanowisku sekretarki. W lutym 1944 r., po zbombardowaniu gmachu fabrycznego w Berlinie, fabryka wraz z personelem została przeniesiona do Srebrnej Góry, na Dolnym Śląsku.

### Okres powojenny
W styczniu 1946 roku Helenie Lehr przyznano obywatelstwo polskie. W latach 1945–1947 kierowała sekretariatem fabryki, po czym zwolniła się w celu podjęcia pracy dziennikarskiej. 15 sierpnia 1947 r. została powołana przez Komitet do Spraw Zagranicznych Ziem Odzyskanych do współpracy w Redakcji Zagranicznej Zachodniej Agencji Prasowej w Warszawie jako sekretarz redakcji i redaktor. Dwa lata później, w związku z likwidacją ZAP-u, przeszła na stanowisko referenta prasowego w Centralnym Związku Spółdzielczym, a później w Centralnym Biurze Wystaw Artystycznych. W latach 1950–1955 pracowała w Polskim Radio, w redakcji programów niemieckojęzycznych dla zagranicy oraz jako tłumaczka przy kongresach i zjazdach. W 1955 r. przerwała pracę etatową z powodów rodzinnych, podejmując się prac zleconych, redakcyjnych i tłumaczeń dla Wydawnictw Handlu Zagranicznego Agencji Wydawniczej „RUCH”, Polskiej Agencji Prasowej oraz Agencji „INTERPRESS”. Na zlecenie wydawnictwa PWN przystąpiła do prac redakcyjno-edytorskich nad „Encyklopedią Spraw Międzynarodowych i ONZ” Edmunda Jana Osmańczyka. Od 1971 r. aż do śmierci prowadziła, uzupełniała i poszerzała Archiwum Rodła, współpracując m.in. z Instytutem Śląskim w Opolu oraz z Opolskim Towarzystwem Kulturalno-Oświatowym.

## Odznaczenia
W 1985 r. otrzymała odznakę ZNP za tajne nauczanie oraz Medal Rodła, a w 1971 r. Krzyż Kawalerski Orderu Odrodzenia Polski.

## Upamiętnienie
W 2014 roku imienia Heleny Lehr został nazwany skwer w Opolu, znajdujący się przy ulicy Zamkowej. 